# Codex Canonum Ecclesiarum Orientalium
Der Codex Canonum Ecclesiarum Orientalium (CCEO) ist das Gesetzbuch der katholischen Ostkirchen. Das legistische Äquivalent für die lateinische Teilkirche (d. h. römische Kirche) ist der Codex Iuris Canonici (CIC).
Der CCEO wurde am 18. Oktober 1990 mit der Apostolischen Konstitution Sacri Canones von Papst Johannes Paul II. promulgiert. Er regelt die kirchenrechtlichen Belange der mit Rom unierten 23 Ostkirchen.

## Geschichte
Bereits unter Papst Leo XIII. wurde im Apostolischen Schreiben Orientalium dignitas das Interesse an einer Klärung der rechtlichen Situation der katholischen Ostkirchen betont. Aus dem ab 1935 erarbeiteten Codexentwurf, der schließlich 2666 Kanones umfasste, wurden in den folgenden Jahren bis 1957 immer wieder Teile ad experimentum promulgiert, sodass rund zwei Drittel der Kanones Rechtskraft erlangten. Johannes XXIII. vertagte die weitere Promulgierung im Hinblick auf das Zweite Vatikanische Konzil. In weiterer Folge führte das Konzilsdekret Orientalium Ecclesiarum zu einer neuen Würdigung der Tradition der Ostkirchen. Die Kommission für die Revision des Ostkirchenrechts nahm 1974 ihre Arbeit auf; ihre Arbeiten publizierte sie zwischen 1975 und 1990 in einer eigenen Zeitschrift. Der CCEO wurde per 18. Oktober 1990 promulgiert und ist seit 1. Oktober 1991 in Geltung.

## Aufbau des Codex
Mit dem 1546 Kanones umfassenden Codex wurde ein einheitliches kirchliches Gesetzbuch für die mehr als 20 selbständigen katholischen Ostkirchen (Ecclesiae sui iuris), die aus fünf Traditionen entstammen, geschaffen. Der CCEO ist nicht wie der CIC in (sieben) Bücher, sondern in dreißig Titel (von kleinerem Umfang) gegliedert und erinnert an die systematische Sammlung des byzantinischen Kirchenrechts. Der authentische Gesetzestext wurde in Latein abgefasst.
Zu den Spezifika des katholischen Ostkirchenrechts gehört zum Beispiel, dass ein Patriarch oder Großerzbischof nicht vom Papst ernannt, sondern von der Synode gewählt (CCEO Canon 63) und vom Heiligen Stuhl nur bestätigt wird (Can. 77). Die meisten katholischen Ostkirchen kennen weiterhin auch verheiratete Priester, im Gesetzbuch wird hier auf die Praxis der jungen Kirche und der orientalischen Kirche verwiesen (Can. 373). Die Heirat muss aber vor der Diakonatsweihe stattfinden (Can. 804), für Bischöfe wird in jedem Fall der Zölibat vorgeschrieben (Can. 180). Außer in Notfällen muss auf die Taufe sogleich die Firmung gespendet werden (Can. 695). Die Beichte wird ohne Beichtstuhl abgenommen (Can. 736), eine jährliche Beichtpflicht (wie im Westen) gibt es in den katholischen Ostkirchen nicht (Can. 719). Bei der Eheschließung ist die Mitwirkung eines Priesters, der den Segen zu erteilen hat, ausdrücklich und zwingend vorgeschrieben. Die Anwesenheit eines Diakons genügt nicht (Can. 826).

### Synopse CCEO/CIC
| Codex Canonum Ecclesiarum Orientalium (CCEO) | Codex Canonum Ecclesiarum Orientalium (CCEO) | Codex Canonum Ecclesiarum Orientalium (CCEO)                                                | Codex Iuris Canonici (CIC) | Codex Iuris Canonici (CIC) | Codex Iuris Canonici (CIC)                                                 |
| can.                                         | Titel                                        | Benennung                                                                                   | can.                       | Buch                       | Benennung                                                                  |
| -------------------------------------------- | -------------------------------------------- | ------------------------------------------------------------------------------------------- | -------------------------- | -------------------------- | -------------------------------------------------------------------------- |
| 1                                            | 0                                            | Einleitende Canones                                                                         | 1                          | 1,0                        | (Einleitende Canones)                                                      |
| 7                                            | I                                            | Christgläubige und ihre gemeinsamen Rechte und Pflichten                                    | 208                        | 2,11                       | Pflichten und Rechte aller Gläubigen                                       |
| 27                                           | II                                           | Eigenberechtigte Kirchen und Riten                                                          | (111                       | 1,06                       | Physische und juristische Personen)                                        |
| 42                                           | III                                          | Höchste Autorität der Kirche                                                                | 330                        | 2,21                       | Die höchste Autorität der Kirche                                           |
| 55                                           | IV                                           | Patriarchatskirchen                                                                         | 368                        | 2,22                       | Teilkirchen und deren Verbände                                             |
| 151                                          | V                                            | Großerzbischöfliche Kirchen                                                                 | 368                        | 2,22                       | Teilkirchen und deren Verbände                                             |
| 155                                          | VI                                           | Metropolitankirchen und andere eigenberechtigte Kirchen                                     | 368                        | 2,22                       | Teilkirchen und deren Verbände                                             |
| 177                                          | VII                                          | Eparchien und Bischöfe                                                                      | 368                        | 2,22                       | Teilkirchen und deren Verbände                                             |
| 311                                          | VIII                                         | Exarchien und Exarchen                                                                      | 368                        | 2,22                       | Teilkirchen und deren Verbände                                             |
| 322                                          | IX                                           | Konvente der Hierarchen mehrerer eigenberechtigter Kirchen                                  | 368                        | 2,22                       | Teilkirchen und deren Verbände                                             |
| 323                                          | X                                            | Kleriker                                                                                    | 232                        | 2,13                       | Geistliche Amtsträger oder Kleriker                                        |
| 399                                          | XI                                           | Laien                                                                                       | 224                        | 2,12                       | Pflichten und Rechte der Laien                                             |
| 410                                          | XII                                          | Mönche, andere Religiose und Mitglieder weiterer Institute des geweihten Lebens             | 573                        | 2,30                       | Institute des geweihten Lebens und Gesellschaften des apostolischen Lebens |
| 573                                          | XIII                                         | Vereine von Christgläubigen                                                                 | 298                        | 2,15                       | Vereine von Gläubigen                                                      |
| 584                                          | XIV                                          | Evangelisierung der Völker                                                                  | 747                        | 3                          | Verkündigungsdienst der Kirche                                             |
| 595                                          | XV                                           | Kirchliches Lehramt                                                                         | 747                        | 3                          | Verkündigungsdienst der Kirche                                             |
| 667                                          | XVI                                          | Gottesdienst; insbesondere Sakramente                                                       | 834                        | 4                          | Heiligungsdienst der Kirche                                                |
| 896                                          | XVII                                         | Nichtkatholische Getaufte, die zur vollen Gemeinschaft mit der katholischen Kirche gelangen | (204                       | 2,10                       | Die Gläubigen)                                                             |
| 902                                          | XVIII                                        | Ökumenismus oder Förderung der Einheit der Christen                                         | (755                       | 3                          | Verkündigungsdienst der Kirche)                                            |
| 909                                          | XIX                                          | Personen und Rechtshandlungen                                                               | 96 124                     | 1,06 1,07                  | Physische und juristische Personen Rechtshandlungen                        |
| 936                                          | XX                                           | Ämter                                                                                       | 145                        | 1,09                       | Kirchenämter                                                               |
| 979                                          | XXI                                          | Leitungsvollmacht                                                                           | 129                        | 1,08                       | Leitungsgewalt                                                             |
| 996                                          | XXII                                         | Rekurse gegen Verwaltungsdekrete                                                            | 1732                       | 7,51                       | Beschwerde gegen Verwaltungsdekrete                                        |
| 1007                                         | XXIII                                        | Zeitliche Güter der Kirche                                                                  | 1254                       | 5                          | Kirchenvermögen                                                            |
| 1055                                         | XXIV                                         | Gerichtsverfahren im Allgemeinen                                                            | 1400                       | 7,10                       | Gerichtswesen im Allgemeinen                                               |
| 1185                                         | XXV                                          | Streitverfahren                                                                             | 1501                       | 7,20                       | Streitverfahren                                                            |
| 1357                                         | XXVI                                         | Besondere Arten von Verfahren (Eheprozesse, Weihenichtigkeit, Amtsenthebung/Versetzung)     | 1671                       | 7,30                       | Besondere Arten von Verfahren                                              |
| 1357                                         | XXVI                                         | Besondere Arten von Verfahren (Eheprozesse, Weihenichtigkeit, Amtsenthebung/Versetzung)     | 1740                       | 7,52                       | Verfahren zur Amtsenthebung oder Versetzung von Pfarrern                   |
| 1401                                         | XXVII                                        | Strafbestimmungen in der Kirche                                                             | 1311                       | 6                          | Strafbestimmungen in der Kirche                                            |
| 1468                                         | XXVIII                                       | Verfahren bei der Verhängung von Strafen                                                    | 1717                       | 7,40                       | Strafprozess                                                               |
| 1488                                         | XXIX                                         | Gesetz, Gewohnheit und Verwaltungsakte                                                      | 7                          | 1,01                       | Kirchliche Gesetze usw.                                                    |
| 1540                                         | XXX                                          | Ersitzung, Verjährung und Zeitberechnung                                                    | 197 200                    | 1,10 1,11                  | Ersitzung und Verjährung Zeitberechnung                                    |